# 영산포역
영산포역(Yeongsanpo station, 榮山浦驛)은 전라남도 나주시 삼영동에 있었던 호남선의 역이었다. 호남선 복선 전철화 공사와 함께 선로가 이설되면서 나주역과 통합되어 폐지되었고, 현재 역 부지에 나주철도공원이 조성되어 있다.
폐역 이전에는 나주역을 대신하여 나주시를 대표하는 철도역이었으며, 새마을호를 포함한 모든 열차가 영산포역에 정차하였고 나주역에는 무궁화호 이하 열차의 선택정차가 이루어졌다. 기존에 비치되었던 한국철도 100주년 기념 스탬프는 폐역 이후 통합 나주역으로 이동되었다.

## 역사
- 1913년 7월 1일 : 보통역으로 영업 개시[1]
- 1951년 5월 3일 : 한국전쟁 중 공비 침투로 역사 소실
- 1963년 10월 18일 : 사무관역으로 승격
- 1969년 12월 18일 : 구 역사 신축 준공
- 1976년 1월 1일 : 민수용 무연탄 도착취급역 지정[2]
- 1976년 9월 1일 : 소화물 취급소 완공
- 1984년 12월 30일 : 역사 신축 준공
- 2001년 7월 10일 : 호남선 이설로 폐역[3]
- 2003년 3월 9일 : 나주시에서 철도박물관 계획을 발표[4]
- 2004년 3월 18일[출처 필요] : 역사 철거[5]
- 2008년 12월 : 철도박물관 계획 백지화[6]
- 2009년 5월 21일 : 나주출토유물보관센터 기공[7]
- 2011년 6월 16일 : 나주출토유물보관센터 준공[8]

## 이용객 변동
2000년 ~ 2002년 자료는 역별 여객 발착통과표를 기준으로 작성되었다.
| 노선 | 노선 | 인원수 (명) | 인원수 (명) | 인원수 (명) | 각주  |
| 노선 | 노선 | 2000년      | 2001년      | 2002년      | 각주  |
| ---- | ---- | ----------- | ----------- | ----------- | ----- |
| 전체 | 승차 | 180,864     | 99,090      | 0           | [ 9 ] |
| 전체 | 하차 | 180,679     | 96,819      | 192         | [ 9 ] |